# St. Matthäus (Wurz)

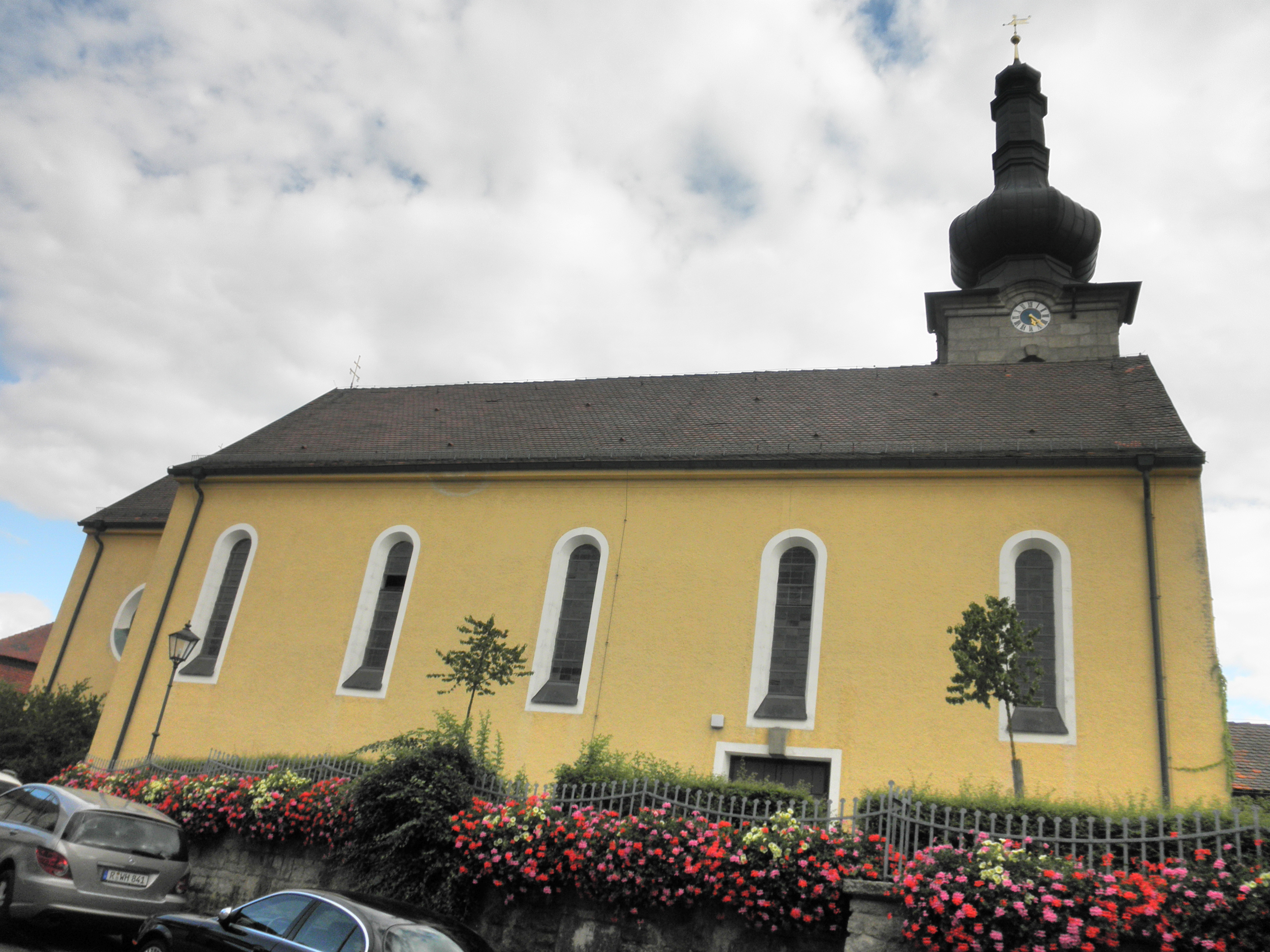
St. Matthäus in Wurz

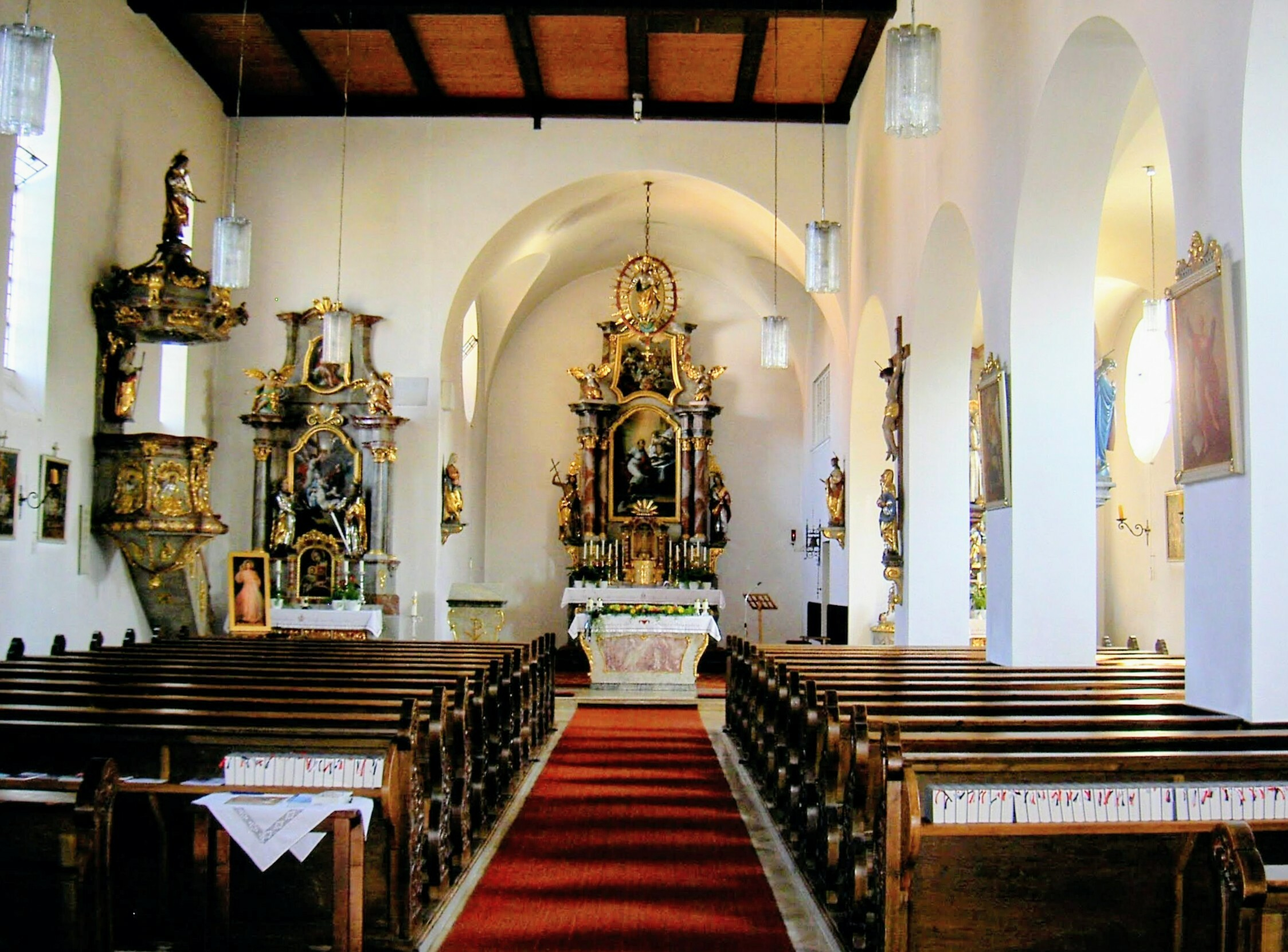
Blick zum Chor

Die römisch-katholische, denkmalgeschützte Pfarrkirche St. Matthäus steht in Wurz, einem Gemeindeteil der Gemeinde Püchersreuth im Landkreis Neustadt an der Waldnaab in der Oberpfalz. Die Kirche gehört zum Bistum Regensburg. Das Bauwerk ist unter der Denkmalnummer D-3-74-150-28 als Baudenkmal in die Bayerische Denkmalliste eingetragen.

## Beschreibung
Die Hallenkirche wurde nach dem Einsturz des Vorgängerbaus 1934 errichtet. Der Kirchturm, der im Kern vom Vorgängerbau stammt, steht an der südwestlichen Ecke des Langhauses. Er wurde 1683 mit einem Geschoss aus Quadermauerwerk aufgestockt, das die Turmuhr und den Glockenstuhl beherbergt, und mit einer Zwiebelhaube bedeckt, die von einer Laterne gekrönt wird. Die Fassade im Osten ist asymmetrisch, weil das südlich Seitenschiff vom Schleppdach des Mittelschiffs bedeckt wird. 
Die Innenräume des eingezogenen, rechteckigen Chors und des Seitenschiffs sind mit Stichkappengewölben überspannt, der Innenraum des Mittelschiffs mit einer modernen hölzernen Flachdecke. Auf der Empore, an deren Brüstung dreizehn Apostel dargestellt sind, steht die Orgel.